# Fasnia
Fasnia je jednou z 31 obcí na španělském ostrově Tenerife. Nachází se na východě ostrova, sousedí s municipalitami Arico, La Orotava a Güímar. Její rozloha je 45,11 km², v roce 2019 měla obec 2 786 obyvatel. Je součástí comarcy Abona.